# Alessandro Anzani

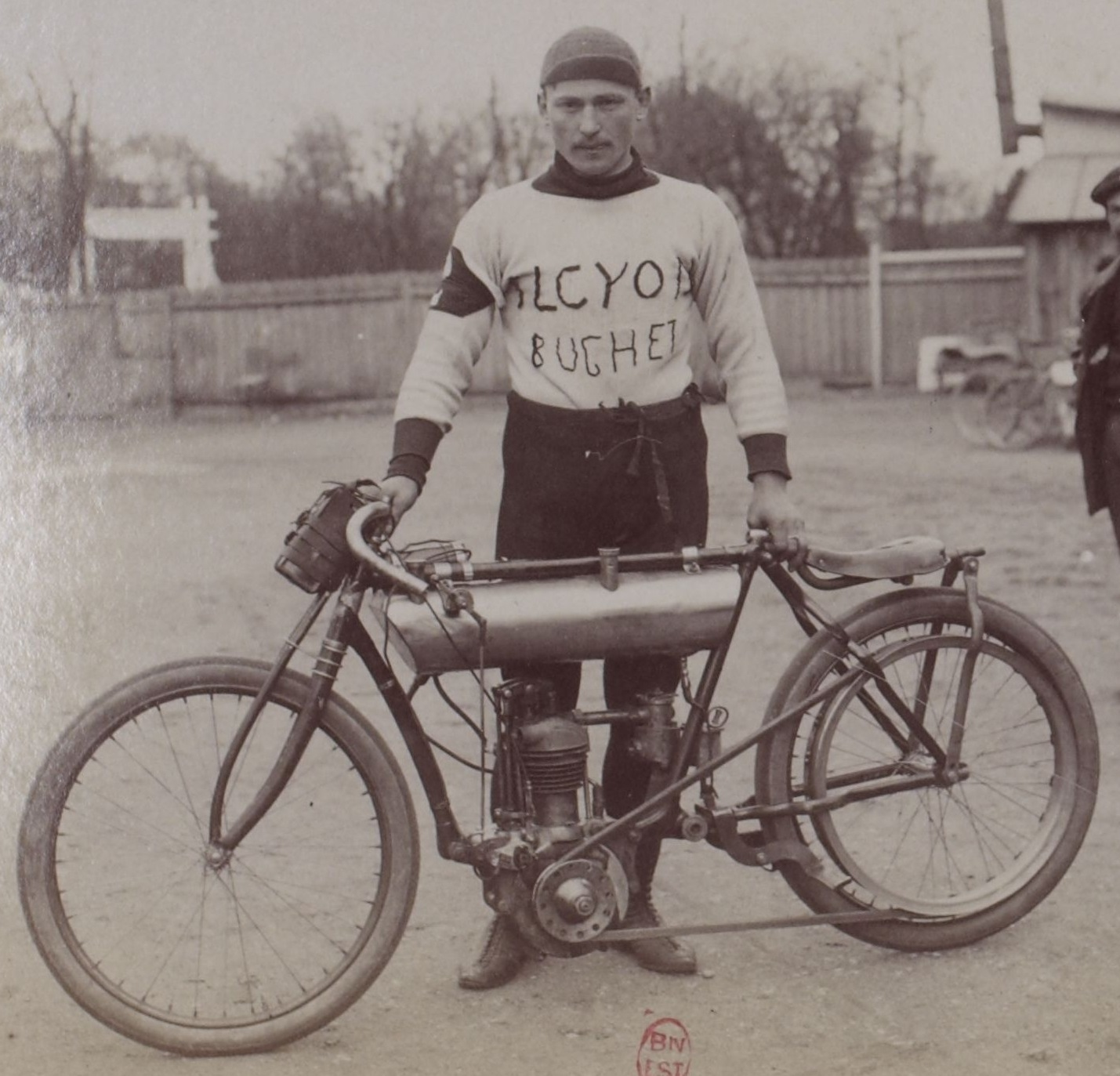
Alessandro Anzani 1905

Alessandro Anzani (* 5. Dezember 1877 in Mailand; † 24. Juli 1956 in Merville-Franceville-Plage) war ein italienischer Ingenieur und Rennfahrer. Insbesondere wurde Anzani durch seinen 1909 gefertigten W-Motor bekannt, den Louis Blériot im Jahre 1909 nutzte, um als Erster den Ärmelkanal in einem Flugzeug zu überqueren.
In seiner Jugend war Anzani zunächst als Radrennfahrer aktiv, um dann auf das just entwickelte Motorrad zu wechseln und Weltmeister zu werden. Auch fuhr er als Schrittmacher bei Steherrennen und führte u. a. den französischen Stehermeister Henri Contenet.
Nach seiner Ausbildung zum Techniker ging Anzani nach Frankreich. Er nahm Anfang des Jahrhunderts eine Stellung bei dem Pariser Motorradhersteller Buchet als Mitarbeiter und Werksfahrer an. 1907 machte er sich mit seiner Motorenfertigung Anzani Moteurs d’Aviation in Courbevoie selbständig. Nach dem Erfolg von Blériot liefen die Geschäfte ausgezeichnet. In Mailand wurde die Fabbrica Motori Anzani gegründet. Mit dem Aufkommen der Umlaufmotoren konzentrierte sich Anzani wieder auf die Herstellung von Motorradmotoren, ohne die Flugmotorproduktion jedoch einzustellen. In England entstand die British Anzani Motor Company. In den 1920er Jahren stellte Anzani auch kurzzeitig Cyclecars her.

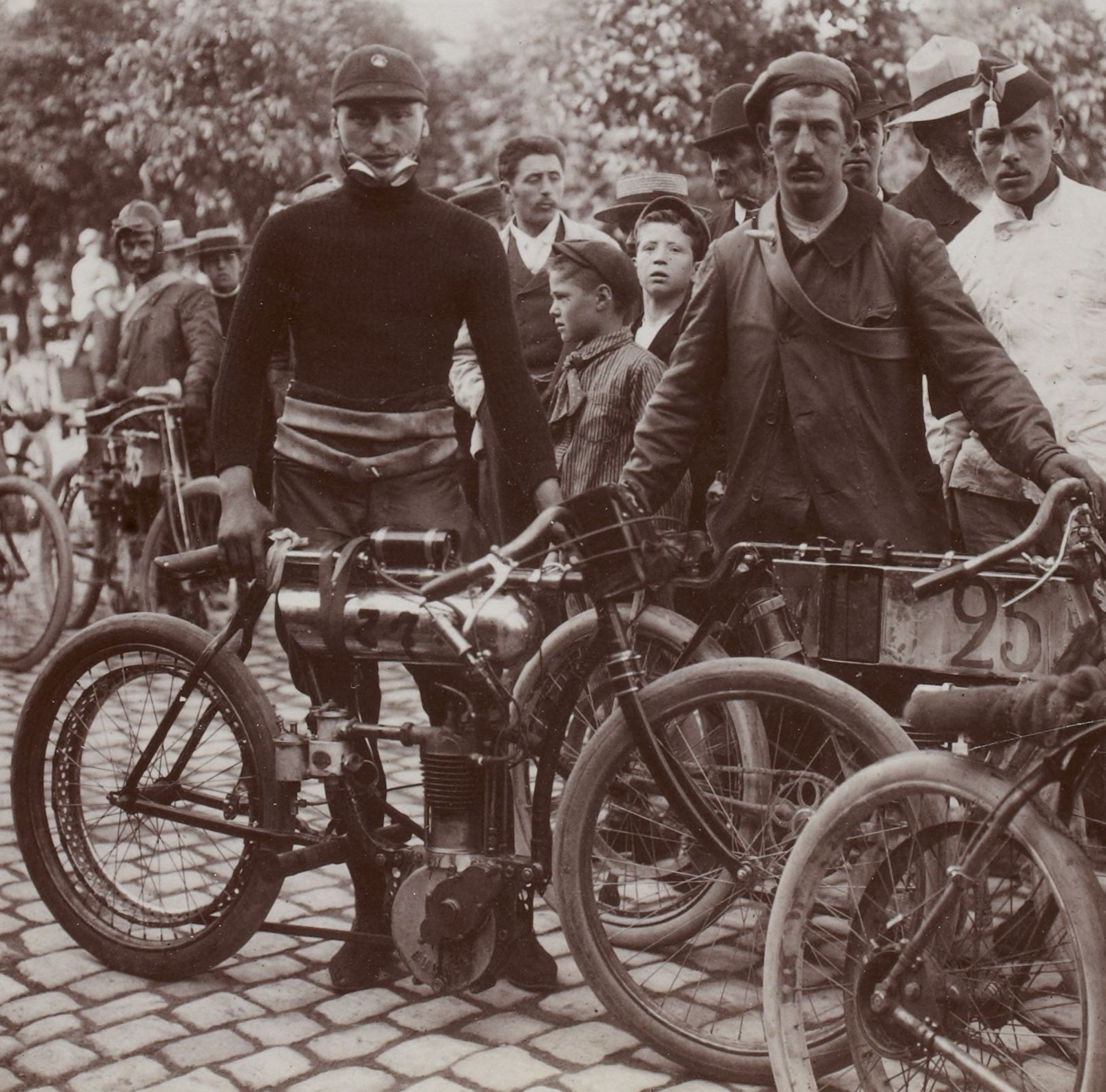
Alessandro Anzani, links (1904)
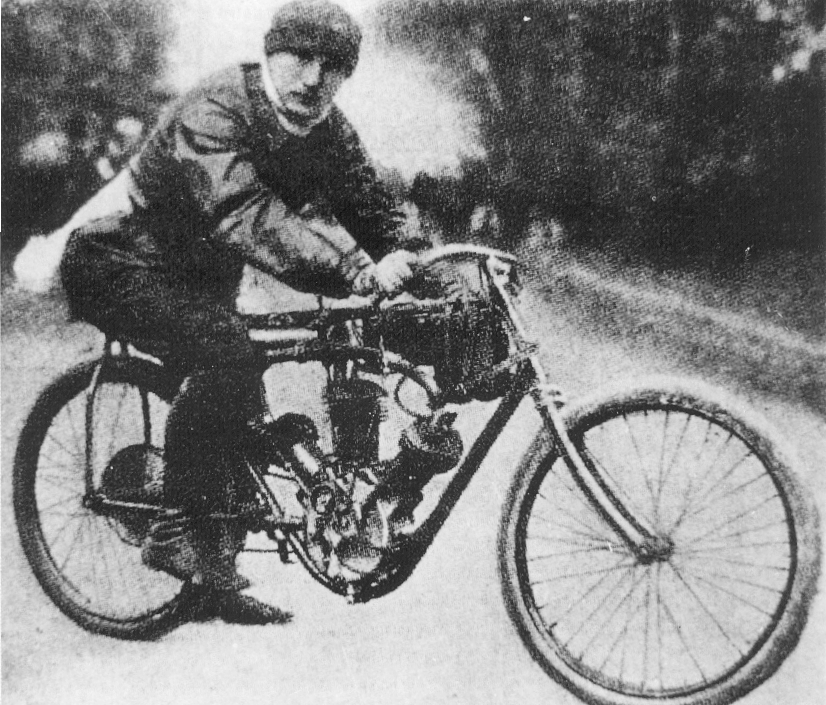
Alessandro Anzani auf W3-Buchet (1906)
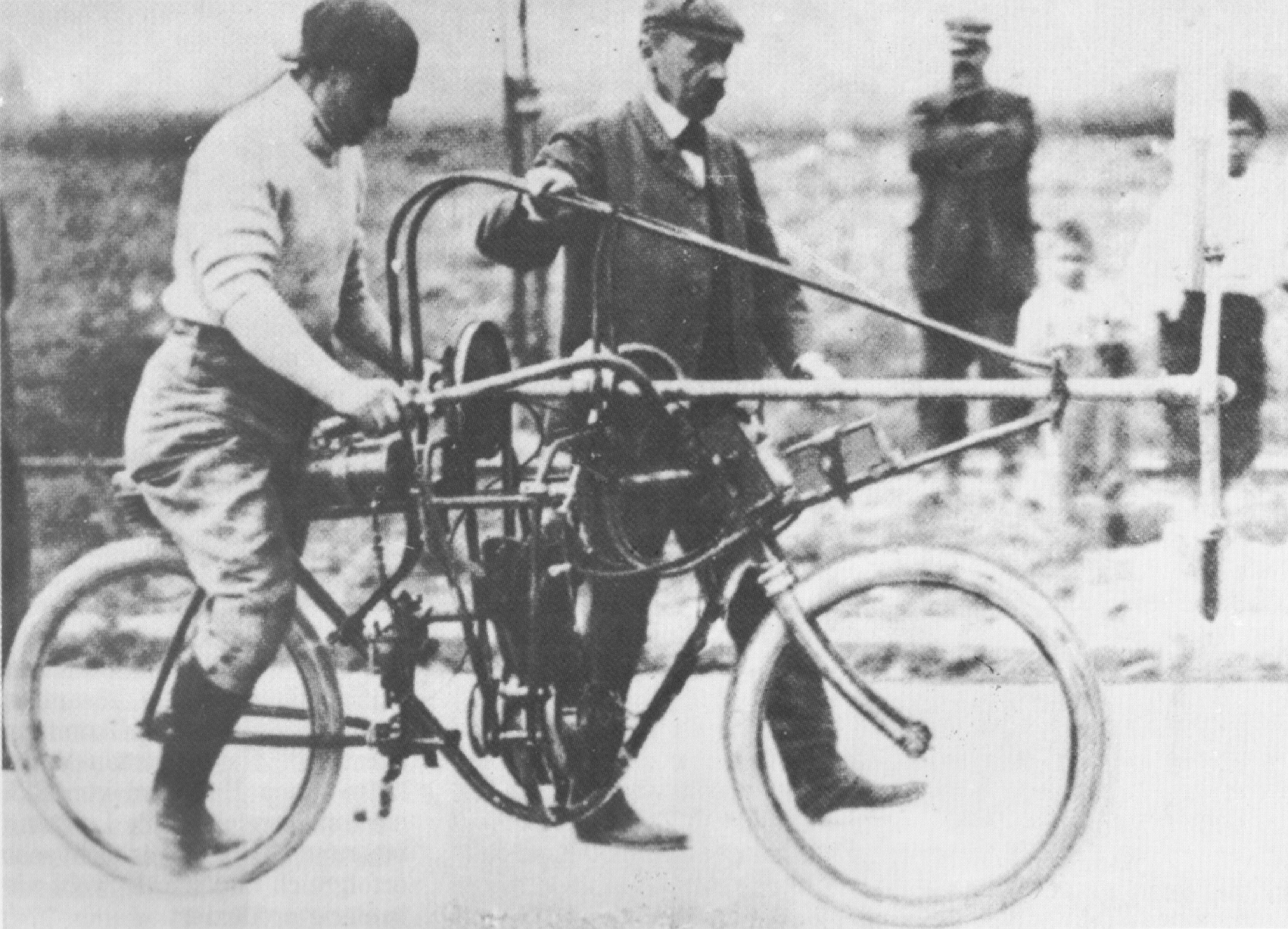
Alessandro Anzani auf dem Propeller-Motorrad (1906)
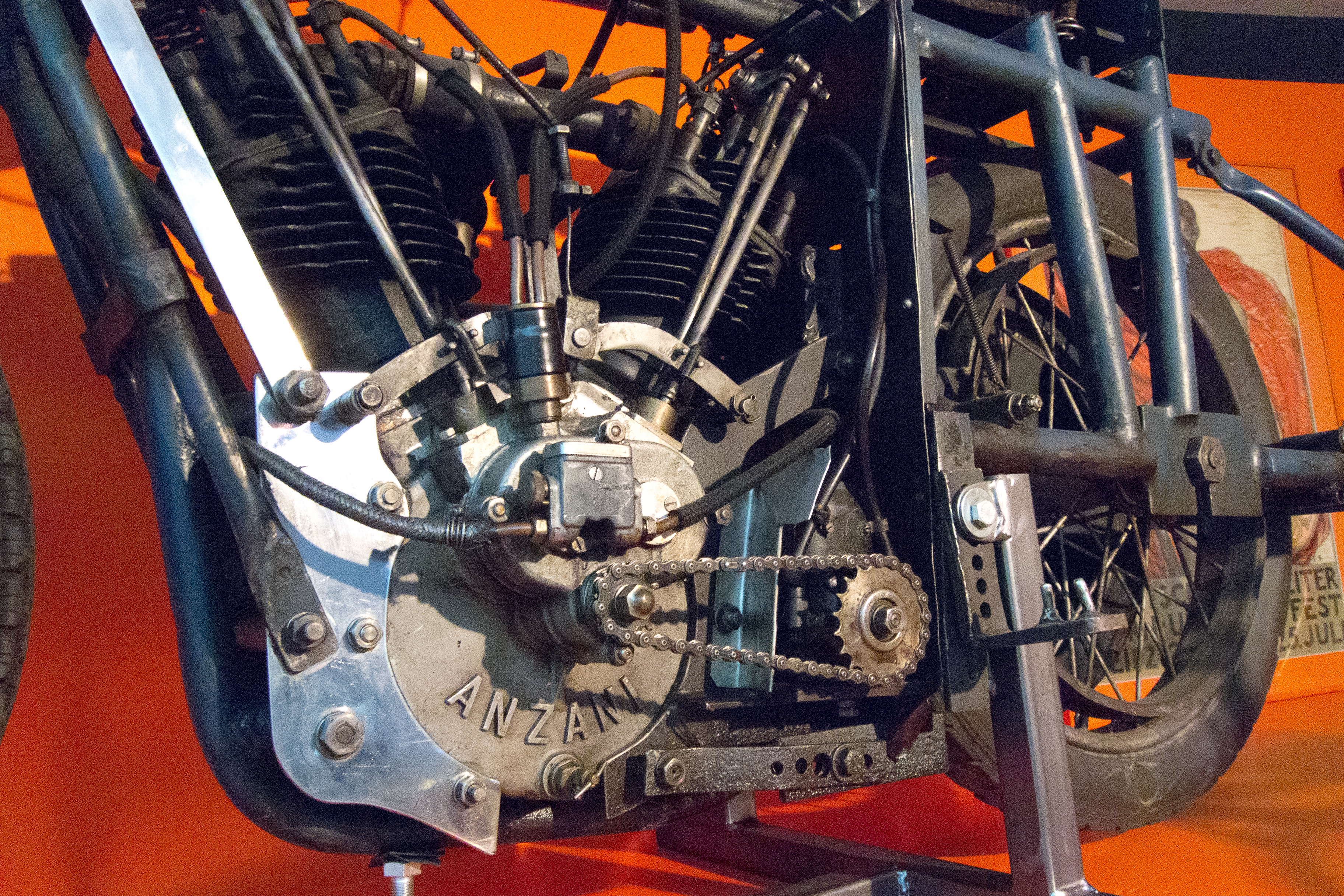
Anzani-Motor eines Motorrads
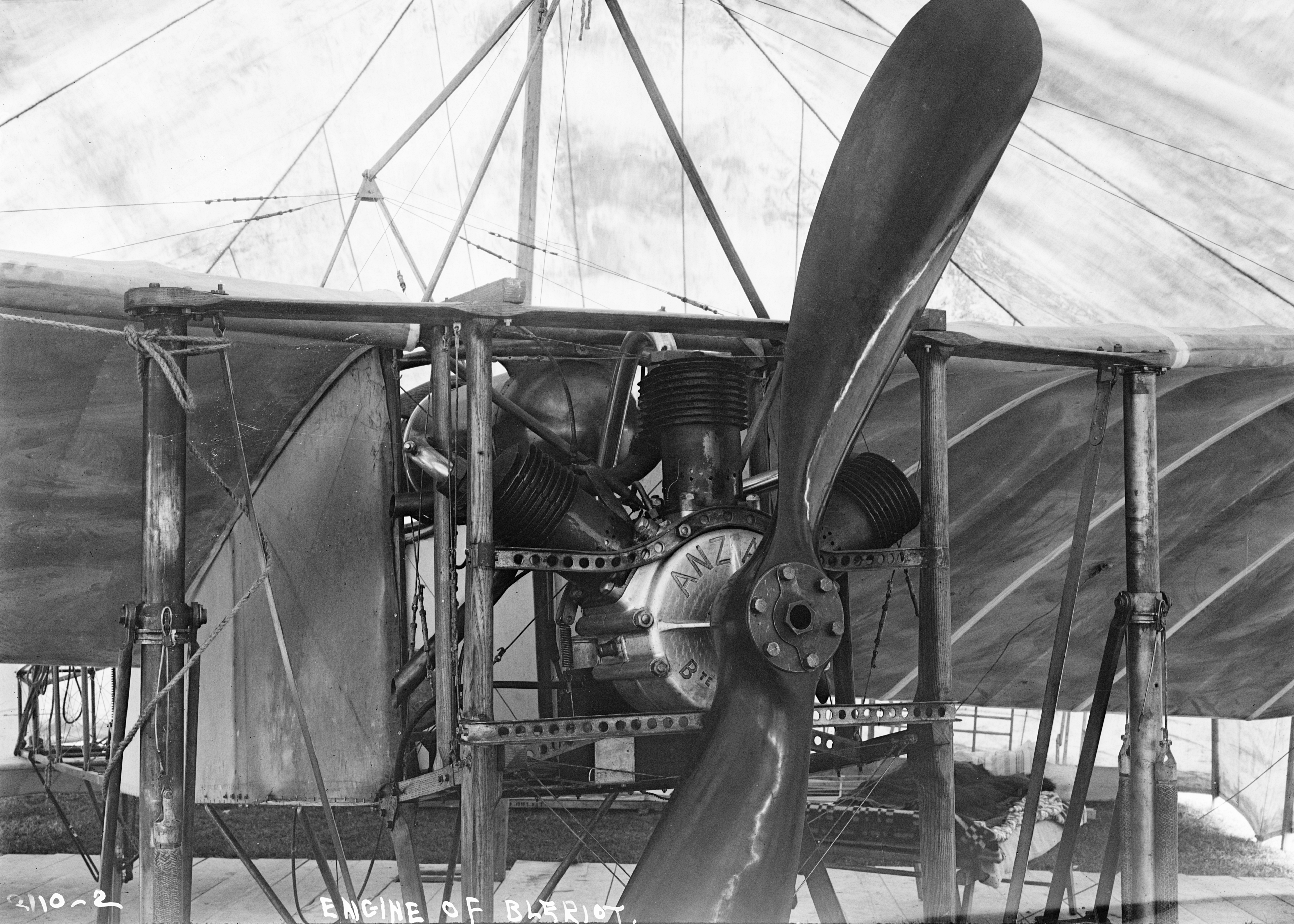
Anzani-Fächermotor in Blériots Flugzeug (1909)